# 빈펄 디스커버리1 나트랑
빈펄 디스커버리1 나트랑(영어: Vinpearl Discovery 1 Nha Trang)은 베트남 냐짱 혼째섬에 위치한 빌라 및 호텔이다.

## 이동방법
빈펄 스피드 보트 선착장에 도착하면 2개의 건물이 있다.

두번째 건물은 도착한 승객들이 예약 확인을 받고 직원들이 여권을 수거한다.
직원들이 여권을 수거하고, 대표자를 첫번째 건물로 부르면 체크인을 받고, 다시 두번째 건물로 이동하며 웰컴 드링크를 마시고 스피드 보트를 기다린다.

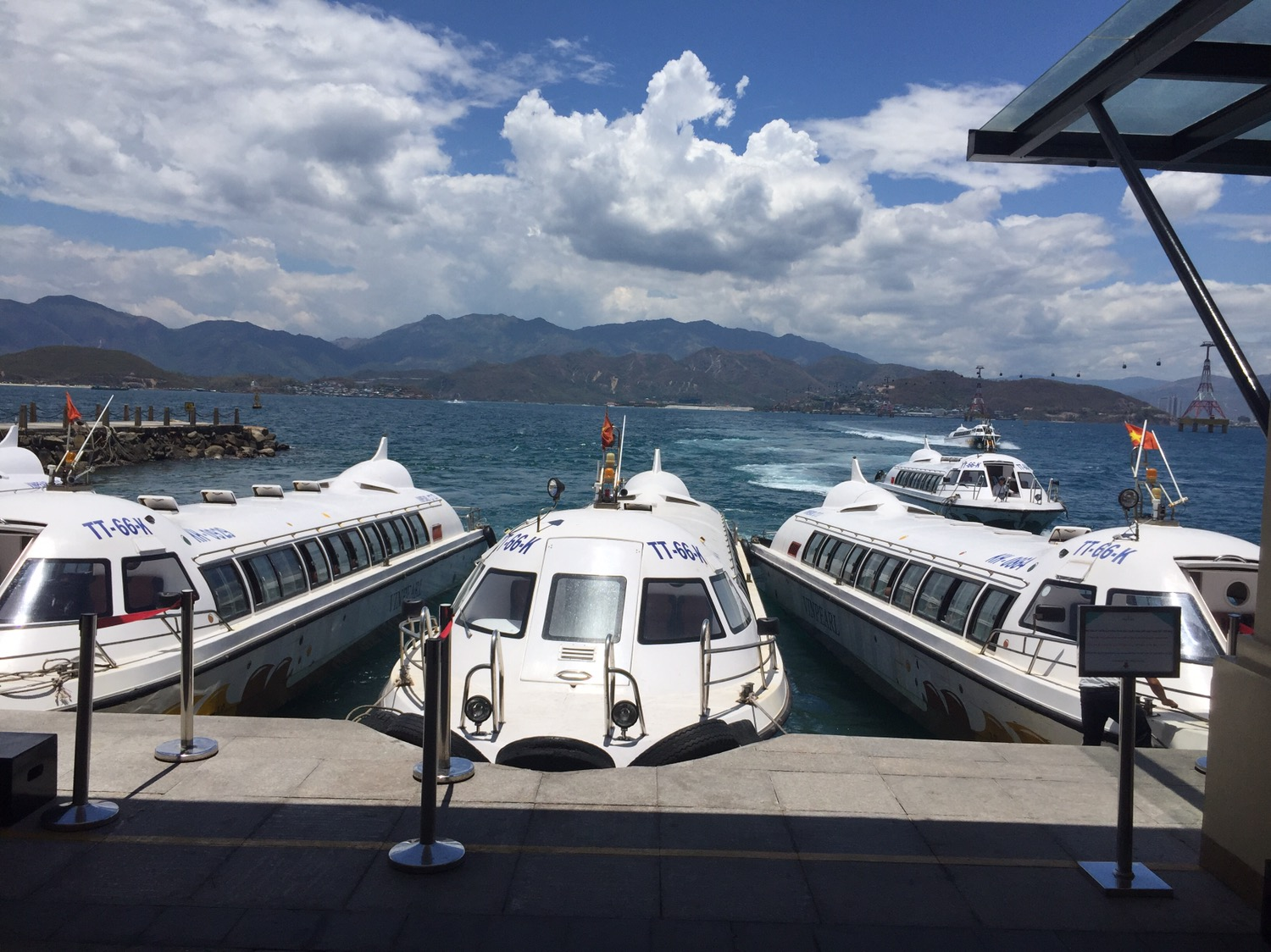
스피드 보트

처음 도착한 승객들은 빈펄 케이블카가 아닌 스피드 보트로만 체크인 및 입장할 수 있다.
체크인 후에는 입장 인원만큼의 카드키를 주는데, 스피드 보트를 타기 전 카드키에 모든 입장객의 얼굴을 등록한다.

등록된 얼굴은 스피드 보트를 탑승할때, 조식 및 식당을 이용할때, (만약 빈펄랜드 등을 지불한경우) 빈펄랜드에 입장할 때 등등 기기에 얼굴을 인식하여 야먄 들어갈수 있다.

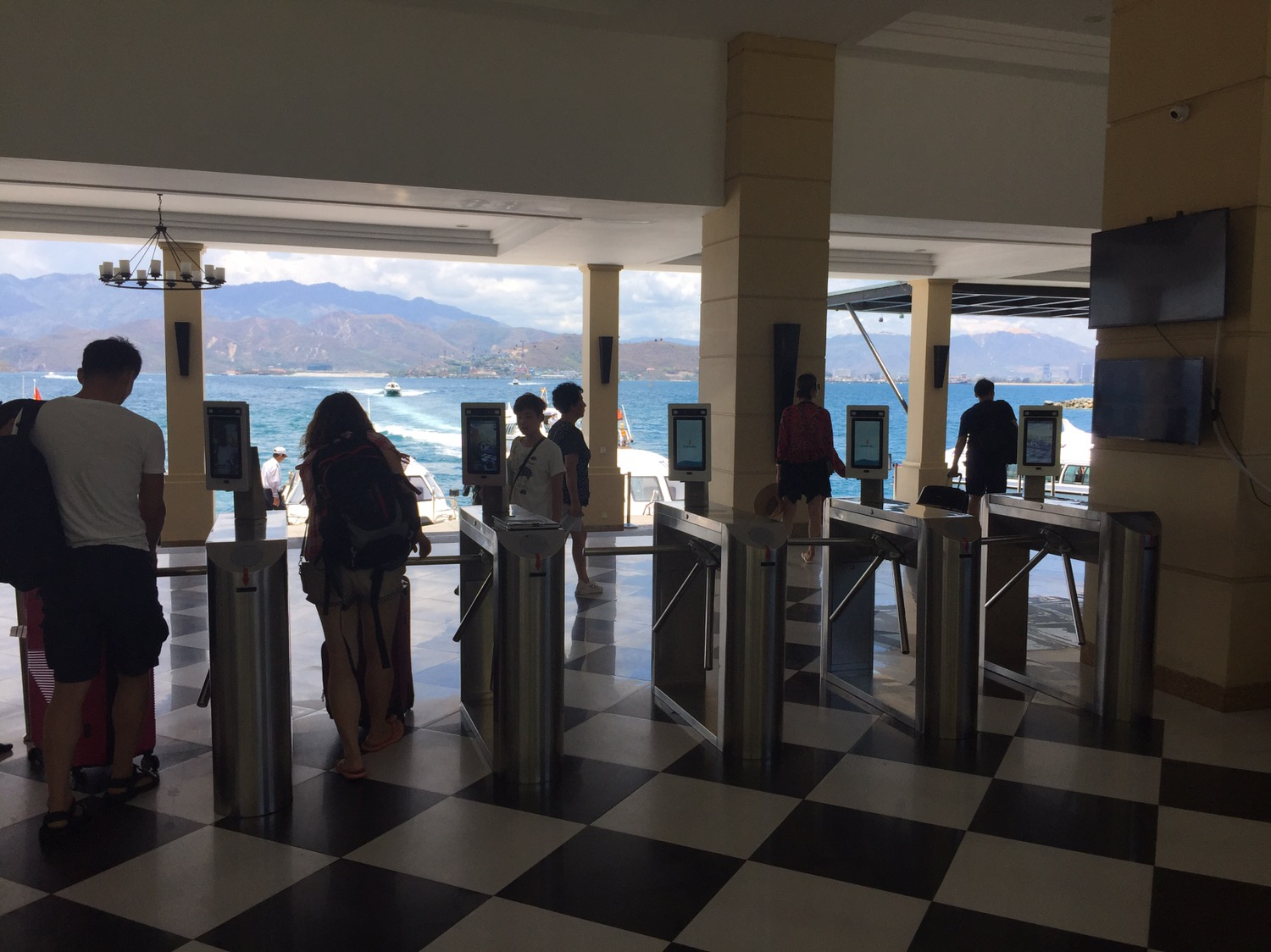
선착장의 보안 게이트 얼굴이 인식되어야 입장할 수 있다.

섬안에서는 빈펄의 전기자동차 같은 작은 차를 이용한다.

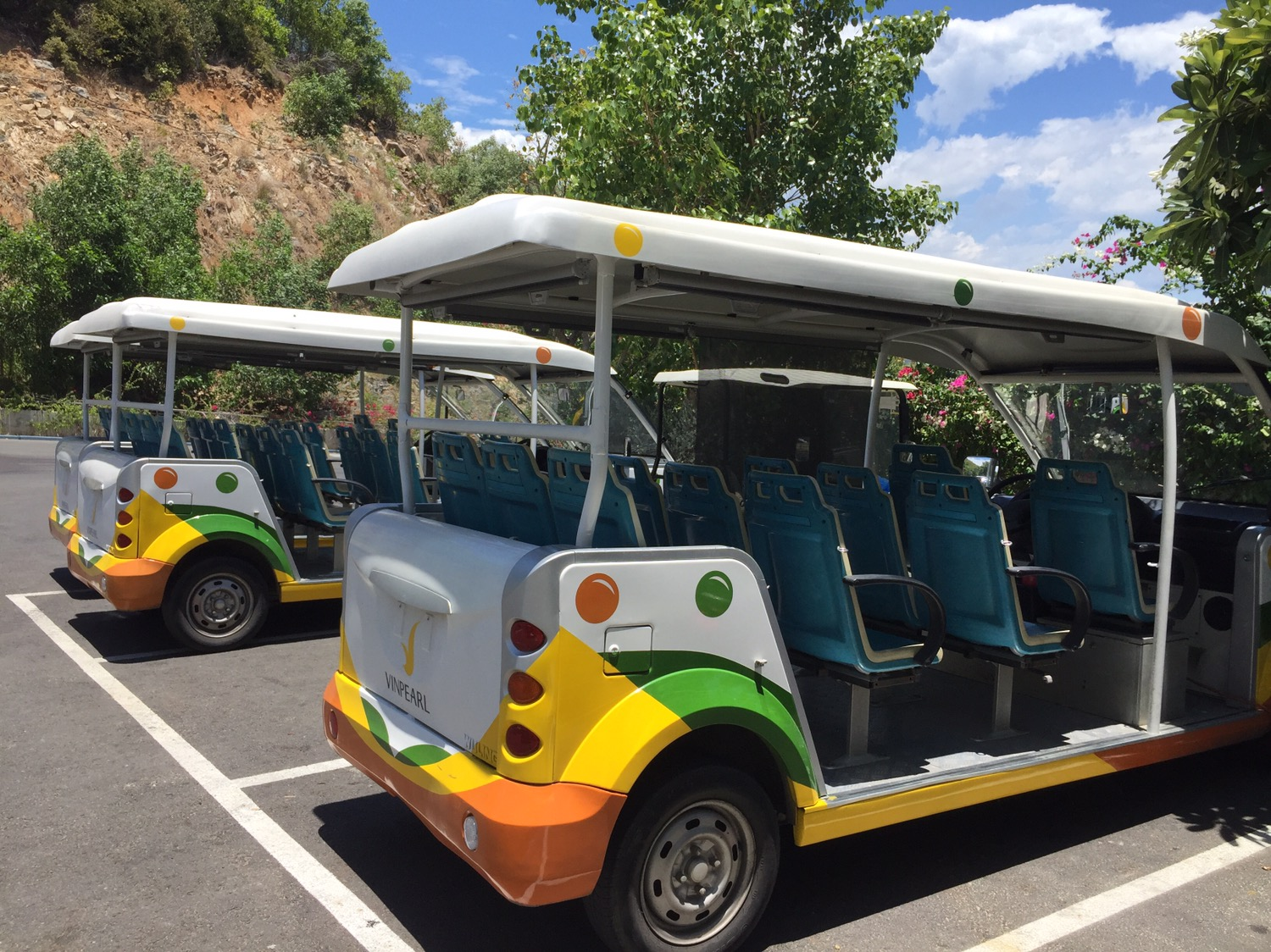
소형 전기자동차

### 빈펄 케이블카
빈펄 스피드 보트 선착장 옆 케이블카가 있는데 이 케이블카는 빈펄랜드까지 가는 케이블카다.

투숙객은 무료로 이용할 수 있으며, 빈펄 투숙객이 아닌 사람도 입장권을 끈고 케이블카를 타고 들어가 빈펄랜드에 입장할 수 있다.

## 객실
빈펄 디스커버리1 나트랑에는 '4베드룸 풀빌라', '3베드룸 풀빌라', '디렉스 더블룸(오션뷰)', '디렉스 더블룸(오션뷰)' 4종류의 객실이 있다.

### 풀 빌라
4베드룸 풀빌라(베트남어: Biệt thự 2 tầng 4 Phòng ngủ đi kèm Bể bơi, 영어: 4 Bedroom Duplex Pool Villa)와 3베드룸 풀빌라(베트남어: Biệt thự 3 phòng ngủ có Bể bơi, 영어: 3 Bedroom Pool Villa)는 예약하는 인원이 최대 어른 8명이면 풀빌라를 예약할 수 있다. (어린이는 나이에 따라 달라짐)
풀빌라는 발코니에 개인 수영장이 있으며, 주방, 마당 등이 있다.

### 디렉스 더블, 트윈룸 (오션뷰)
디렉스 더블룸(오션뷰)(베트남어: Phòng Deluxe giường Doublei(nhìn ra Đại dương))와 디렉스 트윈 (오션뷰)(베트남어: Phòng Deluxe giường Twin(nhìn ra Đại dương))는 예약하는 인원이 최대 2명일 때 예약이 가능하다.

## 같이 보기
- 빈펄
- 빈펄 디스커버리1 푸꾸옥
- 빈펄 디스커버리2 나트랑
- 빈펄 디스커버리2 푸꾸옥